# In My Time of Dying
In My Time of Dying är en gospel inspelad i slutet av 1920-talet av Blind Willie Johnson och har spelats in av Bob Dylan, John Sebastian och Led Zeppelin. I original heter låten Jesus Make up My Dying Bed. 

## Bob Dylans version
Bob Dylan spelade in sin version av låten till sitt debutalbum, Bob Dylan, 1962. Dylans titel på låten är In My Time of Dyin

## John Sebastians version
John Sebastian spelade in sin version av låten 1971 till sitt album The Four of Us. Sebastians titel på låten är Well, Well, Well och är 2.20 lång.

## Led Zeppelins version
In My Time of Dying är en låt av Led Zeppelin på albumet Physical Graffiti från 1975. Låten är skriven av Robert Plant, Jimmy Page, John Paul Jones och John Bonham och utgår från traditionellt arrangemang. In My Time of Dying är den längsta låten i Led Zeppelins katalog. Låten framfördes vid Led Zeppelins återföreningskonsert i O2-arenan, London den 10 december 2007.